# Eupithecia ivonskyi
Eupithecia ivonskyi är en fjärilsart som beskrevs av Mironov 1988. Eupithecia ivonskyi ingår i släktet Eupithecia och familjen mätare. Inga underarter finns listade i Catalogue of Life.